# 신문초등학교
신문초등학교(新文初等學校)는 경상남도 김해시에 있는 공립 초등학교이다.

## 학교 연혁
- 2025년 9월 1일 : 개교